# Уральськ (Учалинський район)
Ура́льськ (рос. Уральск, башк. Уральск) — село у складі Учалинського району Башкортостану, Росія. Адміністративний центр Уральської сільської ради.
Населення — 1717 осіб (2010; 1856 в 2002).
Національний склад:
- башкири — 76%